# Kenatsblur
Kenatsblur (armeniska: Կենացբլուր) är ett berg i Armenien. Det ligger i provinsen Gegharkunik, i den centrala delen av landet, 70 kilometer nordost om huvudstaden Jerevan. Toppen på Kenatsblur är 2 434 meter över havet, eller 236 meter över den omgivande terrängen. Bredden vid basen är 2,2 km.
Terrängen runt Kenatsblur är kuperad söderut, men norrut är den bergig. Närmaste större samhälle är Tsovagjugh, 16,6 kilometer väster om Kenatsblur. 
Trakten runt Kenatsblur består till största delen av jordbruksmark. Runt Kenatsblur är det ganska tätbefolkat, med 72 invånare per kvadratkilometer.